# サキナ・ジャフリー
サキナ・ジャフリー（Sakina Jaffrey, パンジャーブ語: ਸਕੀਨਾ ਜਾਫ਼ਰੀ, ヒンディー語: सकीना जाफ़री; 1962年2月14日 - ）は、アメリカ合衆国の女優である。

## 生い立ち
ニューヨークのマンハッタンでマドハール・ジャフリーとサイード・ジャフリーの末娘として生まれる。3歳の頃に両親が離婚し、イギリスに移ったために父親とは疎遠となった。1984年にヴァッサー大学を卒業した。女優となる前は翻訳家を志しており、大学では中国語を学んだ。

## キャリア
映画『Masala』（1991年）で父親、『ボンベイ大捜査線』（1988年）で母親と共演する。2002年に『シャレード』でマーク・ウォールバーグと共演する。 
2013年からはネットフリックスの『ハウス・オブ・カード 野望の階段』でメインキャストである大統領首席補佐官のリンダ・バスケス役を務めた。

## 出演作品

### 映画
| 公開年 | 邦題 原題                                                     | 役名         | 備考 |
| ------ | ------------------------------------------------------------- | ------------ | ---- |
| 2018   | イコライザー2 The Equalizer 2                                 | ファーティマ |      |
| 2019   | 幸せへのまわり道 A Beautiful Day in the Neighborhood          | エレン       |      |
| 2021   | ヘイティング・ゲーム 〜恋とキャリアの必勝法〜 The Hating Game | ヘレン       |      |

### テレビ
| 放映年  | 邦題 原題                                      | 役名             | 備考           |
| ------- | ---------------------------------------------- | ---------------- | -------------- |
| 2013-19 | ハウス・オブ・カード 野望の階段 House of Cards | リンダ・バスケス | 19エピソード   |
| 2019    | アメリカン・ゴッズ American Gods               | Mama-Ji          | 2エピソード    |
| 2019    | ロスト・イン・スペース Lost in Space           | カマル           | リカーリング   |
| 2020    | ジェイコブを守るため Defending Jacob           | リン・カナヴァン | メインキャスト |